# 커프노나카니노코모레비
〈컵 속의 나뭇잎 사이로 비치는 햇빛〉(コップの中の木漏れ日 커프노나카니노코모레비[*])은 SKE48의 파생 유닛 러브 크레센도의 첫 싱글이다.

## 개요
SKE48의 멤버로부터 결성한 파생 유닛 〈러브 크레센도〉의 싱글이다.

## 수록곡

### TYPE-A
자켓 사진 (초회 한정반/통상반 표지):러브 크레센도 멤버 7명
자켓 사진 (뒷면):캐러멜 캣츠 멤버 5명
CD
1. コップの中の木漏れ日 / 컵 속의 나뭇잎 사이로 비치는 햇빛
(작사: 아키모토 야스시 / 작곡: 토야마 다이스케 / 편곡: 노나카 “마사” 유이치)
2. あの先の未来まで / 저 앞까지 - 캐러멜 캣츠
(작사: 아키모토 야스시 / 작곡·편곡: 츠지 타카히로)
3. お楽しみは明日から / 기대는 내일부터 - 아이치 도요타 선발
(작사: 아키모토 야스시 / 작곡·편곡: AKIRA)
4. コップの中の木漏れ日 off vocal ver.
5. あの先の未来まで off vocal ver.
6. お楽しみは明日から off vocal ver.

DVD
1. コップの中の木漏れ日 Music Video
2. あの先の未来まで Music Video
3. 특전 영상 〈극장 데뷔 7주년 특별공연 (2015.10.05) -전편- 라이브 무비〉

### TYPE-B
자켓 사진 (초회 한정반/통상반 표지):러브 크레센도 멤버 7명
자켓 사진 (뒷면):트랜싯 걸즈 멤버 6명
CD
1. コップの中の木漏れ日 / 컵 속의 나뭇잎 사이로 비치는 햇빛
2. だって 雨じゃない? / 왜냐하면 비가 없잖아? - 트랜싯 걸즈
(작사: 아키모토 야스시 / 작곡: you-me / 편곡: 노나카 “마사” 유이치)
3. お楽しみは明日から / 기대는 내일부터 - 아이치 도요타 선발
4. コップの中の木漏れ日 off vocal ver.
5. だって 雨じゃない? off vocal ver.
6. お楽しみは明日から off vocal ver.

DVD
1. コップの中の木漏れ日 Music Video
2. だって 雨じゃない? Music Video
3. 특전 영상 〈극장 데뷔 7주년 특별공연 (2015.10.05) -중편- 라이브 무비〉

### TYPE-C
자켓 사진 (초회 한정반/통상반 표지):러브 크레센도 멤버 7명
자켓 사진 (뒷면):〈후루마리온〉 (후루하타 나오·아즈마 리온)
CD
1. コップの中の木漏れ日 / 컵 속의 나뭇잎 사이로 비치는 햇빛
2. 愛してるとか、愛してたとか / 사랑하거나, 사랑했다든지 - 후루마리온
(작사: 아키모토 야스시 / 작곡: 지마에몬 / 편곡: 와카타베 마코토)
3. お楽しみは明日から / 기대는 내일부터 - 아이치 도요타 선발
4. コップの中の木漏れ日 off vocal ver.
5. 愛してるとか、愛してたとか off vocal ver.
6. お楽しみは明日から off vocal ver.

DVD
1. コップの中の木漏れ日 Music Video
2. 愛してるとか、愛してたとか Music Video
3. 특전 영상 〈극장 데뷔 7주년 특별공연 (2015.10.05) -후편- 라이브 무비〉

### 극장반
자켓 사진 (표지):러브 크레센도 멤버 7명
CD
1. コップの中の木漏れ日 / 컵 속의 나뭇잎 사이로 비치는 햇빛
2. 平民出馬宣言 / 평민출마선언 - 데드 스톡 다이아몬드
(작사: 아키모토 야스시 / 작곡·편곡: 와타나베 미키)
3. お楽しみは明日から / 기대는 내일부터 - 아이치 도요타 선발
4. コップの中の木漏れ日 off vocal ver.
5. 平民出馬宣言 off vocal ver.
6. お楽しみは明日から off vocal ver.

## 컵 속의 나뭇잎 사이로 비치는 햇빛
(센터:마츠이 쥬리나)
- 마츠이 쥬리나(SKE48 팀S 졸업생)&키타가와 료하(SKE48 팀S 졸업생), 에고 유나(SKE48 팀KII)&오바타 유나(SKE48 팀KII 졸업생), 쿠마자키 하루카(SKE48 팀E)&고토 라라(SKE48 팀E 졸업생)&스가와라 마야(SKE48 팀E)

## 저 앞까지
〈캐러멜 캣츠〉 명의
(센터:소다 사리나)
- 후타무라 하루카(SKE48 팀S), 오오바 미나(SKE48 팀KII 졸업생)&소다 사리나(SKE48 팀KII 졸업생), 키모토 카논(SKE48 팀E 졸업생)&사토 스미레(SKE48 팀E 졸업생·)

## 기대는 내일부터
〈아이치 도요타 선발〉 명의
- 마츠이 쥬리나(SKE48 팀S 졸업생)&키타가와 료하(SKE48 팀S 졸업생), 후루하타 나오(SKE48 팀KII), 스다 아카리(SKE48 팀E 졸업생)&타니 마리카(SKE48 팀E)&고토 라라(SKE48 팀E 졸업생)

## 평민출마선언
〈데드 스톡 다이아몬드〉 명의
- 야마우치 스즈란(SKE48 팀S 졸업생), 타니 마리카(SKE48 팀E), 사이토 마키코(SKE48 팀E)